# UCI Africa Tour 2025
Die UCI Africa Tour 2025 ist die 21. Austragung einer Serie von Straßenradrennen auf dem afrikanischen Kontinent, die zwischen dem 22. Januar 2025 und dem 14. September 2025 stattfinden soll. Die UCI Africa Tour ist Teil der UCI Continental Circuits und liegt von ihrer Wertigkeit unterhalb der UCI ProSeries und der UCI WorldTour.
Geplant sind 7 Eintages- und 8 Etappenrennen, die in die UCI-Kategorien eingeteilt werden.

## Rennen
| Datum                             | Land | Rennen                         | Klasse | Sieger                      | Team                           |
| --------------------------------- | ---- | ------------------------------ | ------ | --------------------------- | ------------------------------ |
| 22. – 26. Januar 2025             | MRT  | Tour du Sahel                  | 2.2    | Stefan Verhoeff             | Universe Cycling Team          |
| 8. Februar 2025                   | ALG  | Grand Prix Sakiat Sidi Youcef  | 1.2    | Milkias Maekele             | eritreische Nationalmannschaft |
| 9. – 18. Februar 2025             | ALG  | Tour d'Algerie                 | 2.2    | Hamza Amari                 | Madar Pro Cycling Team         |
| 20. Februar 2025                  | ALG  | Grand Prix Sonatrach           | 1.2    | Azzedine Lagab              | Madar Pro Cycling Team         |
| 22. Februar 2025                  | ALG  | Grand Prix de la Ville d'Alger | 1.2    | Yacine Hamza                | Madar Pro Cycling Team         |
| 23. Februar – 2. März 2025        | RWA  | Tour du Rwanda                 | 2.1    | Fabien Doubey               | TotalEnergies                  |
| 28. April – 3. Mai 2025           | BEN  | Tour du Bénin                  | 2.2    | Reinardt Janse van Rensburg | Team Tshenolo Pro Cycling      |
| 4. Mai 2025                       | BEN  | Grand Prix de Cotonou          | 1.2    | Reinardt Janse van Rensburg | Team Tshenolo Pro Cycling      |
| 4. Juni – 15. Juni 2025           | CMR  | Tour du Cameroun               | 2.2    | Islam Mansouri              | Madar Pro Cycling Team         |
| 5. September – 14. September 2025 | MAR  | Tour du Maroc                  | 2.2    |                             |                                |
| 9. September 2024                 | CMR  | Grand Prix d'Ongola            | 1.2    |                             |                                |
| 10. – 14. September 2024          | CMR  | Grand Prix Chantal Biya        | 2.2    |                             |                                |